# Harlequinski set za čaj
Harlequinski set za čaj (izdana 14. travnja 1997. u SAD-u) je zbirka kratkih kriminalističkih priča Agathe Christie. 
Priče su:
1. Rub
2. Glumica
3. Dok svjetlo gori
4. Kuća snova
5. Usamljeni bog
6. Manxsko zlato
7. U zidu
8. Zagonetka španjolske škrinje (Hercule Poirot)
9. Harlequinski set za čaj (Harley Quin)